# فرانك تيت (ملاكم)
فرانك تيت (بالإنجليزية: Frank Tate)‏ مواليد 27 أغسطس 1964 في ديترويت، هو ملاكم أمريكي يصنف ضمن فئة الوزن المتوسط. حقق بطولة الاتحاد الدولي للملاكمة. حقق الميدالية الذهبية في الألعاب الأولمبية الصيفية 1984.

## إحصائيات
خاض خلال مسيرته 46 نزالا، فاز في 41 وخسر في 5. فاز بالضربة القاضية في 24 نزالا.

## الميداليات
| الميدالية | المسابقة                       |
| --------- | ------------------------------ |
| ذهبية     | الألعاب الأولمبية الصيفية 1984 |

## روابط خارجية
- فرانك تيت على موقع بوكس ريك (الإنجليزية) (registration required)
- فرانك تيت على موقع اللجنة الأولمبية الدولية (الإنجليزية)
- فرانك تيت على موقع أوليمبيديا (الإنجليزية)